# 人物龙凤帛画
《人物龙凤帛画》，又称为《龍鳳仕女圖》，是中国东周战国中晚期的帛画精品，1949年出土于湖南省长沙市东南郊楚墓，是现存最早的中国帛画之一，也是中华人民共和国2002年公布的64件禁止出国（境）展览文物之一 。现藏于湖南省博物馆。

## 出土
《龙凤仕女图》于1949年2月出土于湖南省长沙市郊外陈家大山的一座战国楚墓。当时考古学家在整理一个曾被盗掘的楚国墓葬时，在凌乱不堪的器物堆之中发现了一幅不被盗墓者注意的帛画，也就是现在所知的《龙凤仕女图》。事实证明，《龙凤仕女图》是至2020年为止发现的仅有的两幅战国帛画之一，是十分珍贵的文物。

## 描述
《龙凤仕女图》纵长31.2厘米，横宽23.2厘米，四周毛边。质地为深褐色平纹绢，上着以黑墨，兼用白粉，但多已脱落。在画面的下方是一位双手合十，侧身而立，作祈祷状的妇女。她面向画面左方，长髮盘起，梳成垂髻；身着云纹广袖长袍，腰身纤细，腰间束着白色的宽腰带；穿着曳地的长裙，裙角末端向上翻起。仕女的头顶正上方首先是一只正欲展翅高飞的凤鸟，佔半幅畫面。凤鸟鸟头朝左上扬，两翼展开，双脚一前一后，前脚前曲，后脚后伸。凤鸟身后还拖着两条长长的翎毛，向前弯曲至凤鸟的头上，使得整个主体造型成为一个环状，具有美感。凤鸟的左方正对着一条蜿蜒曲折的夔龙，佔四分之一畫面。龙身上装饰着一道道环状的纹路，龙头向上，宛如向上盘旋腾飞。龙凤与仕女一动一静，形成鲜明对比。

### 含义
由于这幅帛画年代久远，缺乏相关资料，从而人们对这幅画的内容含义若干不同的解读。一种解释认为，凤鸟代表着生命，而夔龙代表死亡和战争。而仕女正在祈祷着凤鸟能够击败夔龙，取得胜利。另一种解释是：图中的仕女与战国时代的楚国神话密切相关，应该是传说中的洛水河神宓妃。还有的解释认为，图画要反映的是死者希求灵魂升天的希望，盼望夔龙和凤鸟能够引领死者的灵魂升天。

### 技法
在《龙凤仕女图》中，画者采用了白描的技法，用简洁、洗练而圆滑自然的线条勾画出主要人物和龙凤，有小写意的味道。全画构图平稳，安排恰当，虚实有度。。